# Amphitheater Breechkaul

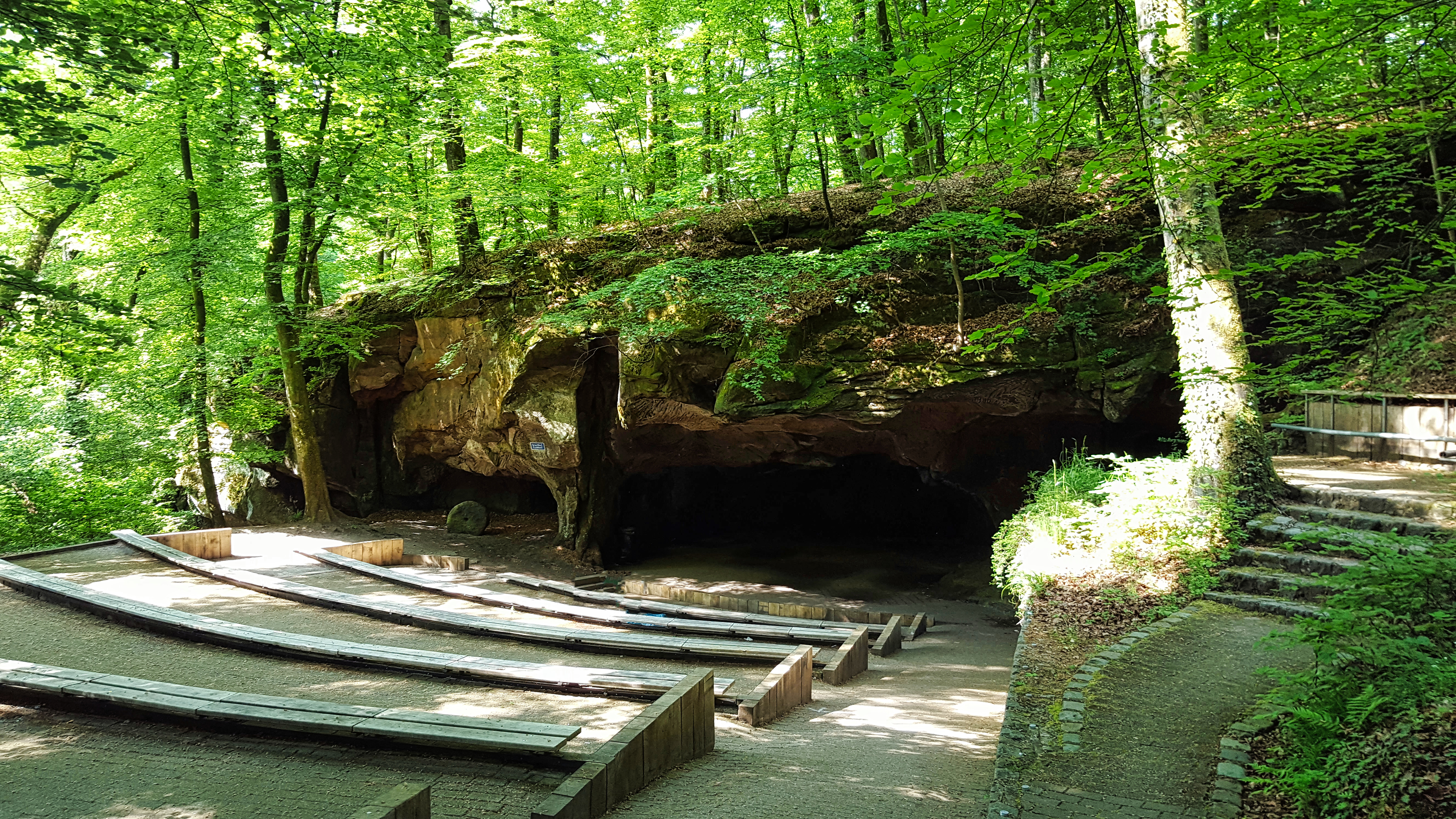
Amphitheater Breechkaul

Das Amphitheater Breechkaul ist ein Freilufttheater bei Berdorf im Kanton Echternach in Luxemburg, das für Konzerte und andere Feierlichkeiten genutzt wird. Es befindet sich in einem Wald im Mëllerdall, in dem durch Steinbrüche viele seltsame Felsformationen entstanden sind. Eine dieser Formationen, eine kleine Höhle oder Grotte, die vor etwa 1000 Jahren gegraben und nun zum Bau des Amphitheaters verwendet wurde. Die Höhle wird als Bühne und Hinterbühne genutzt. Die Wände sorgen für eine hervorragende Akustik.  

## Formation
Das Gestein hier ist für die Herstellung von Mühlsteinen geeignet. Es ist sehr wahrscheinlich, dass die ersten Mühlsteine hier von den Römern vor 2000 Jahren gebrochen wurden. Es sind jedoch keine schriftlichen Dokumente bekannt und es wurden auch keine archäologischen Beweise gefunden. Aber auch die meisten Steinbrüche entlang der Mosel haben römische Wurzeln. Das ist manchmal schwer zu beweisen, da die Technik, mit der der Stein abgebaut wurde, bis ins Mittelalter die gleiche war.
Da diese Gegend zur Abtei Oeren bei Trier gehörte, verfügte die Kirche, dass alle Mühlen, die der Abtei gehörten, ihre Mühlsteine aus diesem Steinbruch beziehen mussten. Dies sind die ersten Dokumente, in denen die Steinbrüche erwähnt werden.   
Die Ostseite des Theaters ist ein schönes Beispiel für einen Mühlsteinbruch. Es gibt sogar einige unvollständige Mühlsteine an der Wand, die nie fertiggestellt wurden. In der Umgebung gibt es jedoch noch viele weitere ähnliche Felsformationen mit aufwendig gestalteten Felswänden und Höhlen. Der Ort wird auch Hohllay genannt, wobei hohl eine Höhle bedeutet und lay ein mittelalterlicher Begriff für Fels ist.  

## Entdeckung und Nutzung
Der Ort wurde von einem örtlichen Lehrer, Edmond Steyer, „entdeckt“, als er ihn mit seiner Klasse besuchte. Viele Jahre lang bestand ein typischer Schulausflug darin, zu diesem Ort zu wandern. Steyer begann, über die ursprüngliche Form dieses Steinbruchs nachzudenken, der bis zu sechs Meter hoch mit Schutt bedeckt war. Dann kam er auf die Idee, ein Amphitheater in die Grube zu bauen. Für diese Idee fand er schnell einen weiteren Mitstreiter, Jean Friedrich vom Tourismusministerium. Nachdem er die Genehmigungen und etwas Geld organisiert hatte, wurde der Platz in nur sechs Wochen gesäubert und in seine heutige Form umgestaltet.   
Der Platz wurde mit einer Hubertusmesse eingeweiht, die seither jedes Jahr stattfindet und sich nach wie vor großer Beliebtheit erfreut. Dabei handelt es sich um eine Messe, die zum Gedenken an den Heiligen Hubertus veranstaltet wird. Er ist der Schutzheilige der Jäger.    
Im Sommer wird der Platz für Konzerte und Aufführungen aller Art genutzt. 

## Ursprung des Namens
Der Name Breechkaul ist deutschen Ursprungs, breechen bedeutet brechen und kaul oder Kuhle ist eine Grube. Der Name hat jedoch nichts mit dem Steinbruch zu tun, sondern stammt von der Herstellung von Flachs. Leinpflanzen haben Fasern in ihren Stängeln, die geerntet wurden, indem die Pflanze getrocknet und geröstet wurde, sodass die Haut des Stängels brüchig wurde und das Brechen der Haut die Fasern freisetzte. Dieses Zerkleinern der gerösteten Pflanze wurde offensichtlich hier an diesem kühlen und schattigen Ort durchgeführt.